# Средне-Амгинский наслег
Средне-Амгинский наслег — сельское поселение в Таттинском улусе Якутии Российской Федерации.
Административный центр — село Харбалах.

## История
Статус и границы сельского поселения установлены Законом Республики Саха (Якутия) от 30 ноября 2004 года N 173-З N 353-III «Об установлении границ и о наделении статусом городского и сельского поселений муниципальных образований Республики Саха (Якутия)».

## Население
| 2002 | 2010  | 2011  | 2012  | 2013 | 2014 | 2015  |
| ---- | ----- | ----- | ----- | ---- | ---- | ----- |
| 1103 | ↘1081 | ↘1080 | ↘1037 | ↘985 | ↘979 | ↗1008 |
| 2016 | 2017  | 2018  | 2019  | 2020 | 2021 |       |
| ↘976 | ↗987  | ↘985  | ↘959  | ↗976 | ↘956 |       |

## Состав сельского поселения
| № | Населённый пункт | Тип населённого пункта       | Население |
| - | ---------------- | ---------------------------- | --------- |
| 1 | Харбалах         | село, административный центр | ↘958      |